# Kostel svatého Mikuláše (Třídomí)
Kostel svatého Mikuláše (známý jako Kostel svatého Mikuláše pod Krudumem či Kostel svatého Mikuláše u Hruškové) je bývalý kostel v okrese Sokolov v Karlovarském kraji. Jeho ruiny se nacházejí ve Slavkovském lese na návrší nevysokého skalního výchozu uprostřed lesa na úpatí hory Krudum v katastrálním území Třídomí při hranici s katastrálním územím Hrušková a k. ú. Nadlesí.
Kostel lze považovat za znovuobjevený v 21. století. Intenzivně se o něm začalo hovořit teprve v souvislosti archeologickým výzkumem prováděným v letech 2002 až 2006.
Kostel se nachází v blízkosti křižovatky starých a zaniklých strategických středověkých cest. Cesta okolo kostela do Třídomí byla v polovině 19. století vydlážděná. K tomu byl použit materiál ze starých hald, pozůstatků hornické činnosti v okolí kostela. Zvýšený obsah oxidů železa a jaspisu vedl k jejímu pojmenování Rotes Strasserl (červená silnička).

## Historie

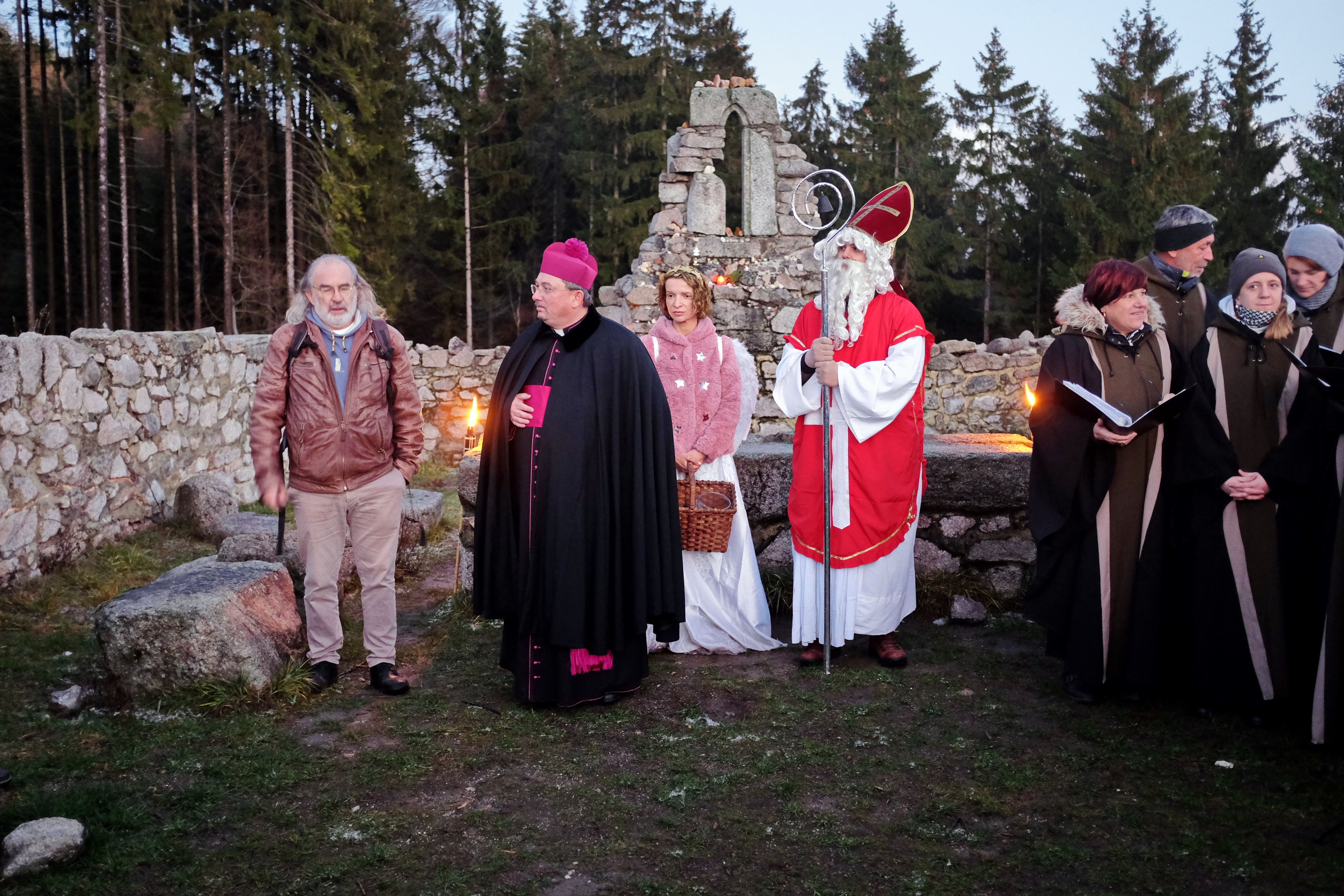
Mikulášská tradice v prosinci 2018

Počátky, obdobně jako zánik kostela pod Krudumem nejsou dostatečně objasněny. V první písemné zmínce Vincenze Prökla Geschichte der Stadt Elbogen se uvádí, že roku 1246 předal král Václav I. řádu křižovníků s červenou hvězdou farní kostel svatého Václava v Lokti spolu s filiálním kostelem svatého Mikuláše a dalšími, již zaniklými kostely v bezprostředním okolí Lokte.
Kostel zanikl nejspíše kolem roku 1500. Svědčí o tom nejen charakter archeologických nálezů, zejména však fakt, že v loketském urbáři z roku 1525 se již nenachází. Kostel chátral, v historických pramenech existují jen sporadické informace. Ty ovšem neuvádějí přesný popis místa. Kostel se objevuje ještě na jako symbol na mapách I. vojenského mapování. O co méně je historických údajů, o to více je různých bájí a pověstí. Z nich je zřejmá mystika těchto ruin, které po staletí působily na kolemjdoucí. V případě kostela a nad ním se zvedající hory Krudum s jejími třemi vrcholy existuje rozsáhlý fond různých pověstí, často spjatých s hornickou tematikou.
Od 15. století do poloviny 20. století se hojně tradovala na Karlovarsku pověst o svatém Mikuláši z Krudumu. Lidé zde věřili, že právě z této bájné hory, kde i svatý Mikuláš bydlí, roznáší dárky dětem v okolí v předvečer svého svátku. Často ani nevěděli, kde se hora Krudum nachází, natož kde stál kostel svatého Mikuláše.
Teprve archeologický výzkum potvrdil, že základem pověsti se stala existence zmizelého kostela. Jeho znovuobjevení stálo na počátku novodobého obnovení této mikulášské tradice.
Je fascinující, že ústní tradice k Mikuláši z Krudumu přetrvala na území bývalého Loketského kraje mnoho století až do vysídlení německého obyvatelstva. V roce 2005 se pak tým pracující na archeologickém výzkumu rozhodl oprášit starou legendu o cestě svatého Mikuláše krajem a tuto tradici obnovil.

### Archeologický výzkum
Archeologickému výzkumu předcházelo zaměření lokality v roce 1989.

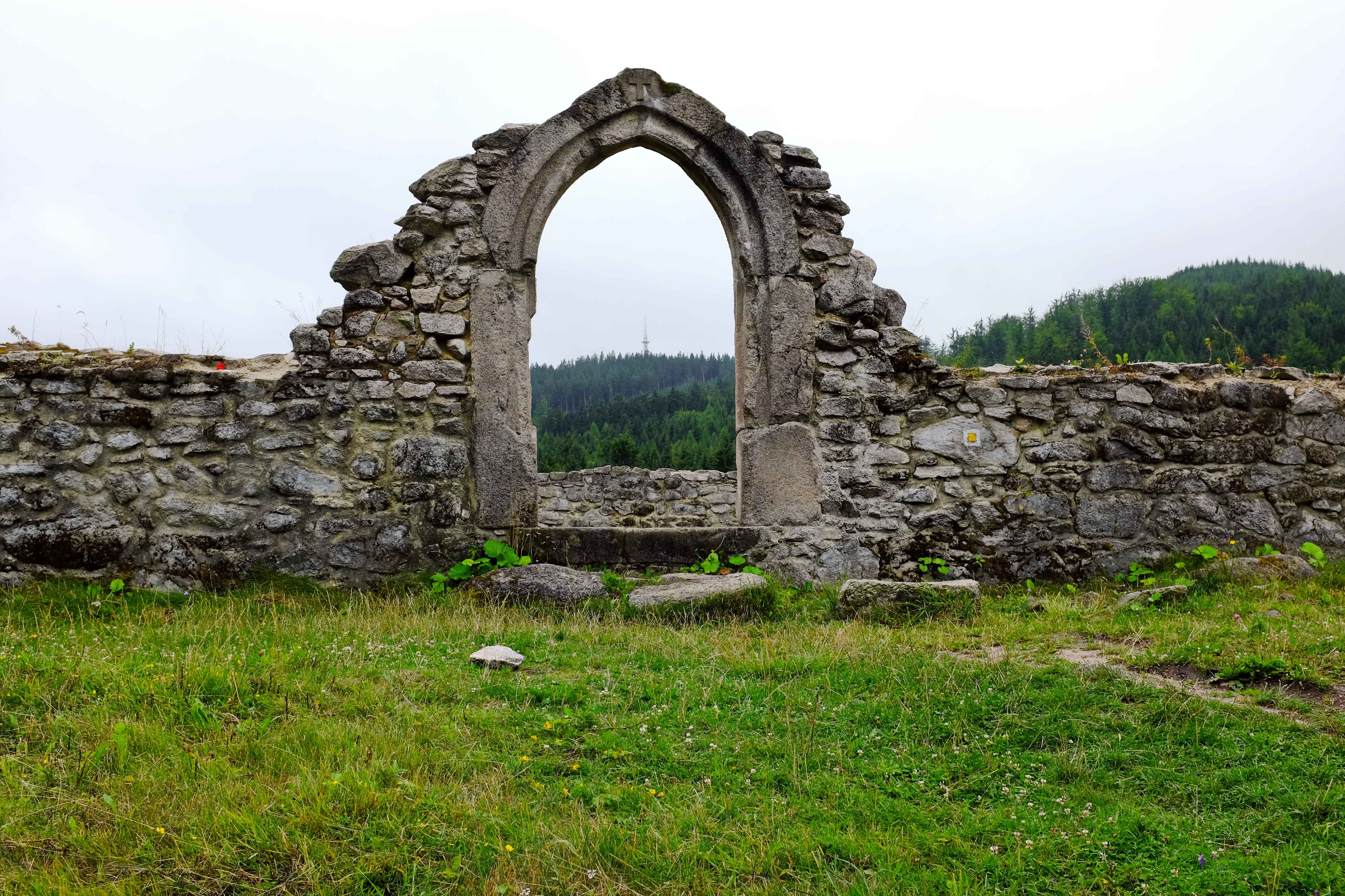
Portál kostela

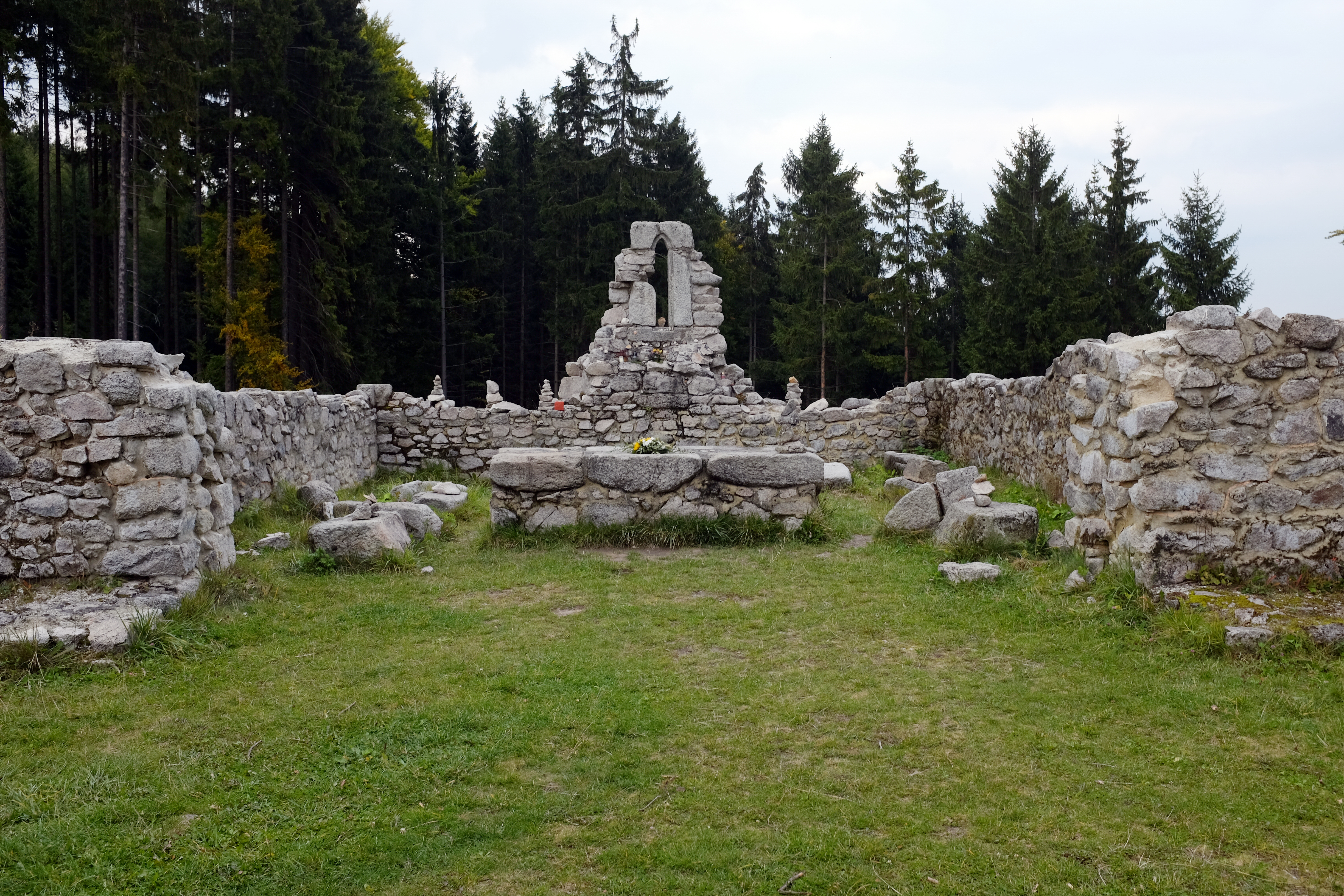
Pohled do presbytáře

Neznámé zbytky kamenných konstrukcí a terénních nerovností byly ovšem ve starší literatuře považovány za fortifikační prvky. Archeologický výzkum lokality byl zahájen Krajským muzeem Karlovy Vary po konzultacích se Sdružením mládeže v Horním Slavkově v roce 2002. Výzkum měl především zjišťovací charakter formou archeologických sond. Po odstranění kamenné sutě se prokázalo, že zde bylo v minulosti kopáno, snad v 18. století. Po odlesnění a odstranění kmenů stromů, padlých při polomu byly roku 2003 postupně odkrývány zdi kostela a torza původních omítek. Byly objeveny zbytky dlaždic, podlahy ale i poničené výkopy starých hledačů. V roce 2004 byly pod podlahou v hloubce 45 cm nalezeny kosterní pozůstatky muže a nehluboko pod povrchem, u jižní zdi presbytáře, kosterní pozůstatky dětí, pravděpodobně novorozenců. Rok 2005 byl věnován hledání pozůstatků osídlení a hřbitova. V okolí kostela však nebyly nalezeny žádné základy, které by nasvědčovaly lidskému osídlení, rovněž nebyl nalezen žádný pozůstatek hřbitova. V roce 2006 se průzkum zaměřil na lokalizaci starých důlní děl. Podařilo se zachytit dosud neznámá důlní díla, odvodňovací kanály a propady starých štol.
Přestože nebylo ke kostelu nalezeno žádné sídlo, našlo se v násypech pod podlahou množství úlomků běžné keramiky. Rovněž se uvnitř kostela nebo v jeho blízkém okolí našlo celkem 82 mincí. Nejstarší mince, německý obchodní haléř, pochází z přelomu 13. a 14. století. Ze 14. století pochází celkem 20 mincí, převážně chebské duté haléře. Nejvíce, celkem 42 mincí, pochází z 15. století. Převažují rakouské, bavorské, znojemské a falcké feniky. Nalezené mince z pozdějšího období svědčí o tom, že kostel sice zaniknul, ale obchodní stezka byla nadále využívána. Historické prameny dokladují, že minimálně do třicetileté války.
Po ukončení archeologického výzkumu byly zbytky kostela zakonzervovány.

### Geologický výzkum
Z polohy kostela usuzovali badatelé již v minulosti, že stavba kostela souvisela s důlní činností pod Krudumem. V průběhu let 2004 až 2005 byly v okolí kostela odkryty pozůstatky hornické činnosti, ústí staré štoly, propady starých důlních děl a důlní odvaly. Předmět hornické činnosti však nebyl zjištěn. K částečnému vyjasnění tohoto problému přispěl souběžně prováděný geologický výzkum. Okolí kostela nelze s největší pravděpodobností spojovat s rozvojem těžby cínové rudy, k níž došlo v sousedním Horním Slavkově a Krásně. Byl sice prokázán poměrně hojný výskyt cínonosných greisenů v blízkém okolí, zcela jistě však zdroje cínu v okolí nebyly velké a vzorky z vybraných lokalit, analyzované v polovině 20. století obsahovaly pouhých 0,01 % cínu.
V křemenných žilách se v okolí kostela vyskytuje hojně železná ruda hematit. Na základě rešerše, terénních nálezů i výsledků chemických analýz je prakticky jisté, že v okolí kostela se těžila železná ruda.
Již před začátkem výzkumu bylo známo, že se u kostela na řadě míst vyskytují odrůdy křemene charakteru drahých kamenů. Nálezy ametystu a jaspisu vedly již v minulosti k hypotéze o založení kostela při nalezištích drahých kamenů. Tento předpoklad se na základě závěrů z geologického průzkumu jeví jako vysoce pravděpodobný. Dokazuje to i skutečnost, že v raném 13. století byly drahé kameny natolik lukrativním artiklem, že mohly přispět k výstavbě kostela.

## Architektura
Podoba a vzhled kostela vychází z nálezů a výsledků pětiletého archeologického výzkumu. Kostel se nacházel na hřebeni žulového skalního výchozu, který v západní části hlavní lodě vystupuje nad úroveň okolní dlažby. Z hlediska architektury se jedná o kostel pozdně románský s gotickými prvky. Tento sloh se někdy označuje jako románsko-gotický. Hlavní loď je obdélná o délce 1480 cm a šířce 1260 cm. Na ni navazuje na východě presbytář o délce 1050 cm a šířce 1200 cm. Hlavní loď byla od presbytáře oddělena triumfálním obloukem. Šířka zdiva je mezi 110 až 115 cm, výjimečně až 120 cm. Zdivo kostela je z žulových kvádrů. Podle odhadu se na stavbu kostela spotřebovalo asi 360 m³ kamene. Otesané žulové bloky pochází zhruba z poloviny z kamenolomu 100 m západně od kostela, zbytek z mělkých výlomů nebo volných okolních balvanů. Zajímavostí je, že v maltovém pojivu byl použit karlovarský vřídlovec.
Celkový výška stavby byla asi 11 metrů, výška vlastního zdiva okolo 5 metrů. Kostel měl nejspíš sedlovou střechu, nad presbytářem valbovou. Z nálezů velkého množství břidlice s otvory po hřebíkách lze usuzovat na existenci sanktusníku. Nálezy článků vstupního portálu a oken naznačují, že raně gotická okna byla vysoká a štíhlá, nahoře se zalomeným záklenkem a výžlabky po stranách. Také raně gotické portály měly ostění členěné výžlabkem.